# Zvjozdny gorodok
Zvjozdny gorodok (Russisch: Звёздный городок; Sterrenstadje) is een kunstmatig maar gesloten aangelegd woon- en werkcentrum, ten noordoosten van Moskou (Rusland), waar kosmonauten wonen en getraind worden voor hun missies in het Kosmonautentrainingscentrum Joeri Gagarin (GCTC).
Met de plannen van de Sovjet-Unie om mensen de ruimte in te sturen, ontstond in 1960 de behoefte aan een trainingscentrum voor toekomstige kosmonauten. Sterrenstad werd gesticht als woonplaats voor kosmonauten en werknemers, met hun gezinnen, die benodigd waren voor het laten draaien van de trainingsfaciliteiten. Hun gezinnen mochten blijven wonen in Sterrenstad, ook al was de kosmonaut inmiddels gepensioneerd of overleden. In de Sovjettijd was Sterrenstad een uiterst geheime luchtmachtbasis, die op geen enkele kaart te vinden was.
Zvyozdny gorodok is tegenwoordig een plaats waar alle voorzieningen aanwezig zijn. Het heeft onder meer een eigen postkantoor, een winkel voor de dagelijkse boodschappen, en er is een museum gewijd aan ruimtevaart. In het museum zijn onder meer de diploma's van Joeri Gagarin te zien en verschillende onderscheidingen die hij heeft ontvangen.

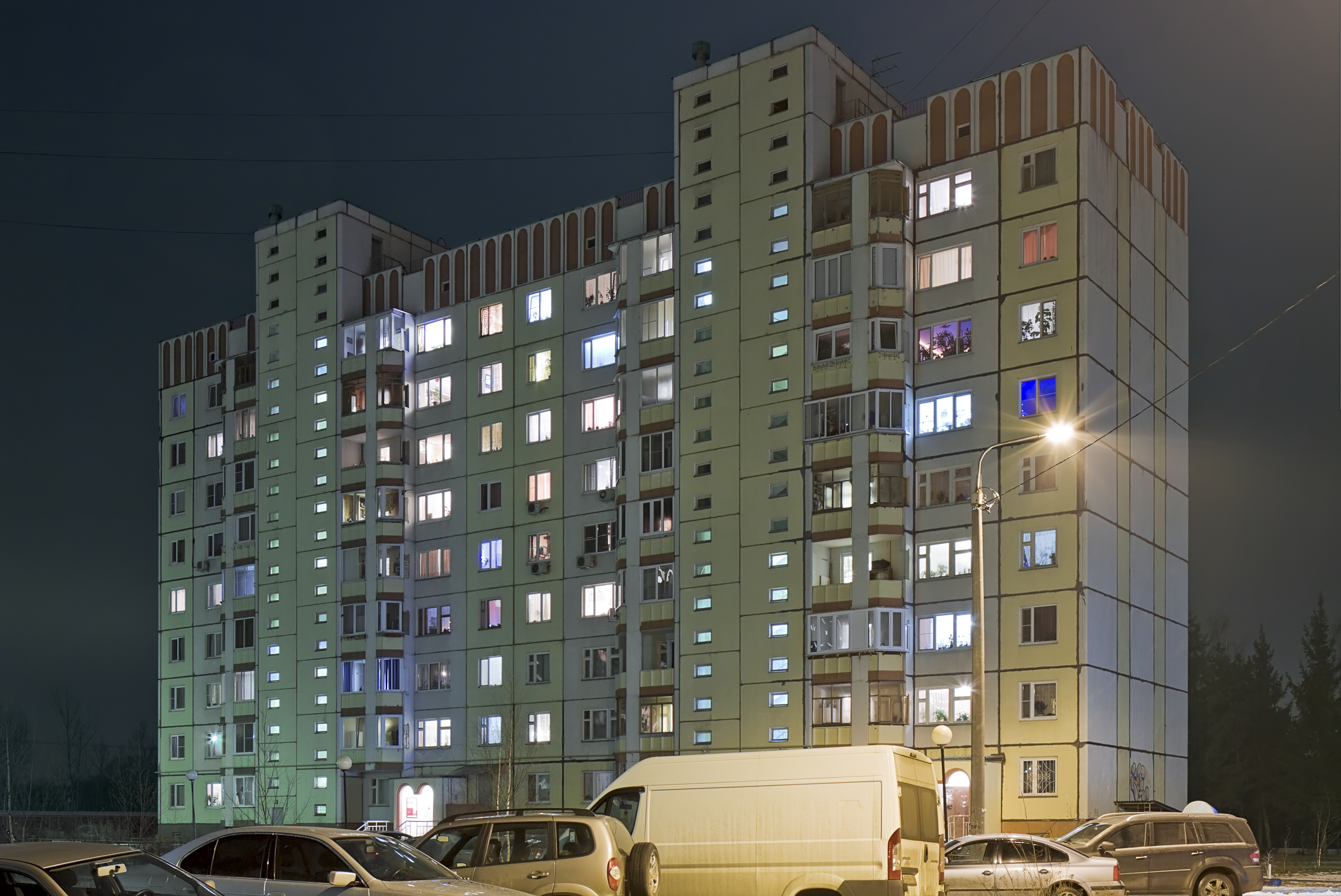
Gebouw in Zvjozdny gorodok